# Adolf Frankl (Schriftsteller)
Adolf Frankl, Pseudonym Hermann Harter (* 6. Juni 1862 in Mürzzuschlag; † 19. April 1958 in Graz) war ein österreichischer Schriftsteller und Lehrer.

## Leben
Adolf Frankl, Absolvent der Lehrerbildungsanstalt Graz, war in der Folge als Lehrer in Edelsbach, anschließend in Ilz und seit 1898 als Oberlehrer in Söchau angestellt. 1917 wurde Frankl die Direktion der Schule in Fürstenfeld übertragen, bevor er 1922 in den Ruhestand versetzt wurde. Am 18. August 1938 beantragte er die Aufnahme in die NSDAP und wurde rückwirkend zum 1. Mai desselben Jahres aufgenommen (Mitgliedsnummer 6.307.074). 1943 übersiedelte er nach Graz. Adolf Frankl begründete den deutsch-österreichischen „Preßverein gegen Schmutz und Schund“ mit, dessen Jahrbuch er zeitweise redigierte. Später wirkte Frankl als Redakteur der „Deutschen Umschau“ und zuletzt der „Wechselschau“.
Adolf Frankl – er war mit Peter Rosegger befreundet – trat als Verfasser von Volksstücken, Romanen sowie überwiegend humoristischen Gedichten hervor.

## Werke (Auswahl)
- Allerhand Geschichten, 1899
- Huldigung der Jugend, 1908
- Aus deutschem Herzen: Gedichte, 1912
- Seltsame Werbung und andere Humoresken, 1913
- In großer Zeit, 1915
- Im gelobten Land, 1925
- Im Zeichen der Ähre, 1928
- Sachen zum Lachen, 1930
- Dem Lichte entgegen!, 3.te Ausgabe, 1932
- Herzensschicksale, 2.te Ausgabe, 1932
- Im Zeichen der Liebe, 1932